# Albaniola merditana
Albaniola merditana es una especie de escarabajo del género Albaniola, familia Leiodidae. Fue descrita por Viktor Apfelbeck en 1907.

## Distribución
Se encuentra en Albania.